# Sebastián Driussi
Sebastián Driussi (* 9. února 1996) je argentinský fotbalista, který hraje jako záložník za River Plate.

## Klubová kariéra

### River Plate
Dne 2. prosince 2013 debutoval Driussi za River Plate proti Argentinos Juniors, odehrál 73 minut a tým zvítězil 1:0. Jeho první ligový gól za klub padl proti Unión de Santa Fé dne 8. března 2015.

### Zenit Petrohrad
Dne 8. července 2017 se Driussi připojil k ruskému Zenitu Petrohrad na základě čtyřleté smlouvy. Cena za přestup činila 15 milionů eur. Svůj první gól za Zenit vstřelil dne 22. července 2017 v zápase proti FK Rubin Kazaň, v zápase vstřelil dva góly.

### Austin FC
Driussi podepsal smlouvu s klubem hrají Major League Soccer, Austinem FC, dne 29. července 2021. Debutoval dne 7. srpna 2021 proti FC Dallas, nastoupil jako střídající hráč v 62. minutě zápasu. Driussi vstřelil svůj první gól za klub dne 21. srpna 2021 proti Portland Timbers.
Dne 14. února 2023 podepsal Driussi tříletou smlouvu s Austinem do roku 2025 s opcí na rok 2026.

### Návrat do River Plate
Dne 17. ledna 2025 se Driussi vrátil do svého bývalého klubu River Plate.